# Interocepção

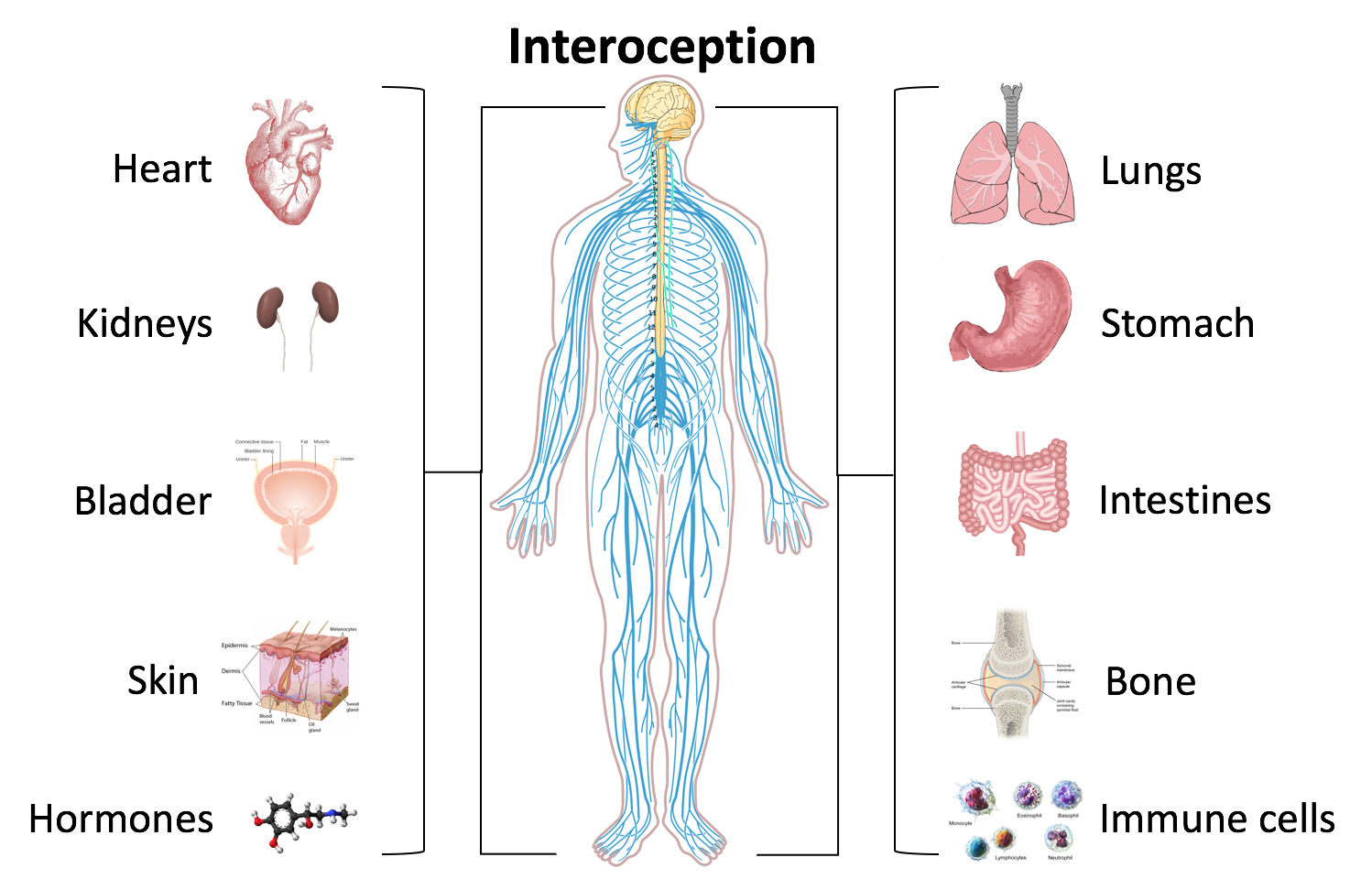
exame médico

A interocepção do ser humano pode ser descrita como um saber sobre seu processo de saúde e doença. Ou seja, seria o saber do sujeito sobre seu próprio status fisiológico e patológico. 
Por status fisiológico-patológico entende-se qualquer dado orgânico, como as frequência cardíaca, pressão arterial sistêmica, temperatura corporal, grau de broncoconstricção e glicemia. 
A interocepção também poderia corresponder a uma saber sobre os próprios processos neuro-psíquicos, como desejos, sentimentos, emoções e sensações. E não se pode descartar que a mesma teria dimensões consciente e/ou inconsciente. 

A acurácia interoceptiva de um indivíduo pode ser avaliada de diferentes maneiras, como através da análise de sua habilidade para, ao ser interrogado:
- estimar verbalmente qual o valor de sua própria frequência cardíaca sem que o mesmo realize palpação de qualquer um de seus pulsos, analisando-se então o quanto este valor estimado verbalmente se aproximaria do valor revelado por um medidor de pulso ou monitor cardíaco
- estimar verbalmente sua pressão arterial sistêmica, analisando-se então o quanto este valor estimado se aproximaria dos valores aferidos pelo esfigmomanômetro
- estimar verbalmente sua temperatura corporal, analisando-se o quanto este valor estimado se aproximaria do valor fornecido pelo termômetro
- estimar o valor de sua glicemia, analisando-se o quanto este valor estimado se aproximaria do valor aferido por um hemoglicosímetro (medidor de glicemia capilar)

Inúmeros trabalhos têm estudado a capacidade interoceptiva de diferentes indivíduos, em diferentes cenários e com diferentes variáveis, com propostas de graduação de o quão interoceptivo pode ser cada ser humano. Nestas pesquisas, os sujeitos mais interoceptivos - com maior acurácia interoceptiva ou interoceptividade - seriam aqueles com capacidade para estimar verbalmente seus próprios dados orgânicos de forma mais "precisa". Os sujeitos mais interoceptivos seriam aqueles cujas estimativas verbais se aproximariam mais dos valores verificados pelos instrumentos apropriados, ou se aproximariam de um diagnóstico mais acuradamente feito a posteriori.

Do ponto de vista das neuroanatomia e neurofisiologia, as propriedades da interocepção têm sido creditadas a diferentes estruturas, como aos córtex insular e córtex cingulado anterior.

No campo da ciência, a interocepção poderia ser considerada objeto de estudo da Ciência da Interocepção.

1. 1 2 3  Murphy J et al. Interoception and psychopathology: A developmental neuroscience perspective. Dev Cogn Neurosci 2017
2. ↑  Koroboki E et al. Interoceptive awareness in essential hypertension. Int J Psychophysiol. 2010 Nov;78(2):158-62
3. ↑  Vaitl D. Interoception. Biol Psychol. 1996 Jan 5;42(1-2):1-27
4. ↑  «Interoception». Wikipedia. Consultado em 6 de maio de 2018